# Fyns historie
Fyns historie har været kendetegnet af den rige landsbrugsjord, de mange købstæder og rollen som trafikknudepunkt. Derudover er Fyn det sted i Danmark med flest herregårde. Mange af de ældre landsbyer er velbevarede.

## Forhistorie
Den overordnede historie på Fyn i forhistorisk tid adskiller sig ikke fra det man ved om det øvrige Danmark. Fyn har dog nogle særdeles fine arkæologiske fundsteder fra perioden. Fra ca. 11000 f.v.t. til 4000 f.v.t. drev man jagt, fiskeri og samlervirksomhed.
Ca. 4000 f.v.t. kom et vist landbrug til Fyn. Man holdt både tamdyr, som okse, ged og svin, og dyrkede korn vha. svedjebrug. Man brændte skove af, for at lave ny landbrugsjord, og pløjede jorden med arden. Det førte til overskud, der muliggjorde handel og befolkningstilvækst.

### Magtcentre
I århundrederne efter Kristi fødsel var Gudme centrum for magt og handel på Fyn, og de guldfund fra perioden, der er gjort dér, er de rigeste i landet.
På Fyn (det gamle Fyns Amt) er der ca. 600 fredede fortidsminder fra forhistorisk tid. De ældste er dysser og jættestuer, bygget af stenalderbønder ca. 3000/4000 år før vor tidsregning. Jættestuerne viste rigdom og markerede territorium, og der er særligt mange på Sydøstfyn, Horne Land, Ærø og Langeland. Skikken med at begrave prominente folk i høje fortsatte helt op til vikingetiden. Fra bronzealderen kendes Lusehøj ved Voldtofte, mens vikingetiden også er repræsenteret ved nogle flotte fund, fx Ladbyskibet eller den store skibssætning ved Glavendrup.
Fra jernalderen, omkring 500 e.v.t., stammer de ældste bebyggelser. Flere handelspladser rundt om på øerne var også blevet permanente, og er måske forløbere for de første byer.

## Historisk tid
Historisk tid, dvs. den periode, hvorfra man har tekstligt vidnesbyrd om fortiden, starter omkring år tusind med kristendommens, og de skriftkloge gejstliges, indtog. Samtidig begyndte en gryende centralmagt at gøre sig gældende, muligvis ved bygningen af trelleborgen Nonnebakken ved Odense.

### Landbrug fra vikingetid til udskiftning
Omkring år tusind skiftede man fra arden til hjulploven, der mere effektivt kunne vende jorden. Senere, omkring år 1200, kom de første vandmøller, hvilket muliggjorde en befolkningsvækst og en lang række nye landsbyer i 1200- og 1300-tallet.
Man dyrkede jorden i fællesskab ude i landsbyerne, i det såkaldte vangebrug. Denne middelalderlige dyrkningsform fortsatte helt frem til udskiftningen omkring år 1800, hvor hver jordbruger fik sin jord samlet på et sted – nogle gange udenfor landsbyerne. Man gik desuden over til svingploven.
Landbrugsreformerne banede vejen for bedre udnyttelse af jorden, men tabte også, ved fællesskabets afskaffelse, landbrugssamfundets laveste klasse – de inderste – på jorden. Dansk landbrug gik i løbet af 1800-tallet til at blive en eksportvirksomhed med animalske produkter, baseret bl.a. på andelsvirksomheder. Den fynske landsbystruktur er anderledes end i resten af landet. Da der er særdeles mange godser på Fyn (over 120 hovedgårde!), har de kunnet kontrollere udviklingen på landet i stor grad. Derfor blev mange landsbyer holdt samlet selv efter udskiftningen, hvilket har gjort, at Fyn har flere velbevarede landsbyer end resten af Danmark.

### Administration
Siden middelalderen havde Fyn været delt op i syv len, der var styret af lensmænd. Efter enevældens indførsel i 1660, blev amterne indført i 1662. Amterne fortsatte med at være den primære regionale administration ved siden af byernes magistrater og godsernes herremænd. Der var syv amter til at starte med, men via sammenlægninger endte man i 1970, efter 300 år, med ét amt: Fyns Amt. Stiftamtmanden holdt til i Odense. Med udgangen af 2006 ophørte amterne med at eksistere, og Region Syddanmark så dagens lys i stedet.
Kongemagten gjorde sig også gældende på Fyn med borgbyggeri, blandt andet Hindsgavl, Ørkild, Søbygaard og Magelund (senere kaldt Lykkesholm) samt muligvis Næsbyhoved Slot. Nyborg var stabelstad og hovedfæstning på Fyn.

### Købstæder og byer
Selvom Fyn ligger midt i Danmark, var vejene henover øen meget dårlige langt op i tid. Derfor blev de fleste købstæder grundlagt ved kysterne eller, i Odenses tilfælde, ved andre vandveje. Skibsfarten har derfor haft gode vilkår på Fyn, særligt i det sydfynske. 
Der opstod flere købstæder på Fyn, hele ni, foruden Odense. Odense er den ældste, nævnt første gang 988, medens de andre kommer til de næste 300 år.
Efter næringsfriheden i 1862 og fremkomsten af jernbanen, kunne købstæderne ikke fastholde deres monopol på byerhverv, der også spredte sig til stationsbyer.

### Kirker
Den første gang navnet Odense optræder i et dokument er i 988, hvor byen udnævnes til bispeby. Kirken er dermed blevet administreret herfra. 
Som i resten af Danmark så Fyn stor vækst i antallet af landsbykirker i 1100- og 1200-tallet, og endte med ca. 200 landsbykirker i Fyns Amt. En af Danmarks syv rundkirker ligger i Horne.